# Huguette Wahl
Pour les articles homonymes, voir Wahl (homonymie).
Huguette Wahl (23 février 1914, 17e arrondissement de Paris - 25 novembre 1943, Auschwitz) est une assistante sociale juive française, travaillant avec l'Œuvre de secours aux enfants (OSE), à Marseille puis à Nice. Elle s'occupe des faux papiers, de trouver des planques, et de transférer des enfants vers la Suisse. Elle fait partie du Réseau Garel. Elle porte le nom d'Odile Varlet. Elle est déportée vers Auschwitz, avec les enfants qu'elle accompagne, par le convoi no 62, en date du 20 novembre 1943, où ils sont exterminés à leur arrivée.

## Biographie

### Enfance
Huguette Mélanie Jeannette Ernestine Wahl naît le 23 février 1914 dans le 17e arrondissement de Paris, fille de Paul Kaufmann Wahl, avocat, et Marthe Pauline Weil, domiciliés 18 rue Guersant,,,,.

### Marseille
Huguette Wahl est assistante sociale au centre médico-social de l’OSE à Marseille en 1942.
Avec l'invasion des Allemands de la Zone Sud le 11 novembre 1942, Huguette Wahl organise, avec l’OSE, la fabrication de faux papiers et trouve des planques pour les enfants. Elle organise des convois d’enfants vers la Suisse.

### Arrestation et déportation
En septembre 1943, Georges Garel demande à Nicole Weil-Salon et à Huguette Wahl d'aider Moussa Abadi avec son réseau de sauvetage à Nice. Nicole Weil-Salon est arrêtée le 24 octobre 1943.
En novembre 1943, Huguette Wahl ne travaille que depuis quelques jours avec le Réseau Marcel, quand elle est arrêtée par la Gestapo. Elle transportait des habits pour des enfants cachés. Huguette Wahl est, avec Odette Rosenstock, les deux assistantes sociales du Réseau Marcel.
Nicole Weil-Salon et Huguette Wahl se retrouvent à Drancy. Elles sont déportées du camp de Drancy vers Auschwitz par le convoi no 62, en date du 20 novembre 1943 en même temps que les enfants qu'elles accompagnent. Huguette Wahl a 29 ans. Elle est assassinée à son arrivée, le 25 novembre 1943.
La dernière adresse d'Huguette Wahl est au 4 avenue Gilly à Nice (Alpes-Maritimes).